# Beutlhauser Holding

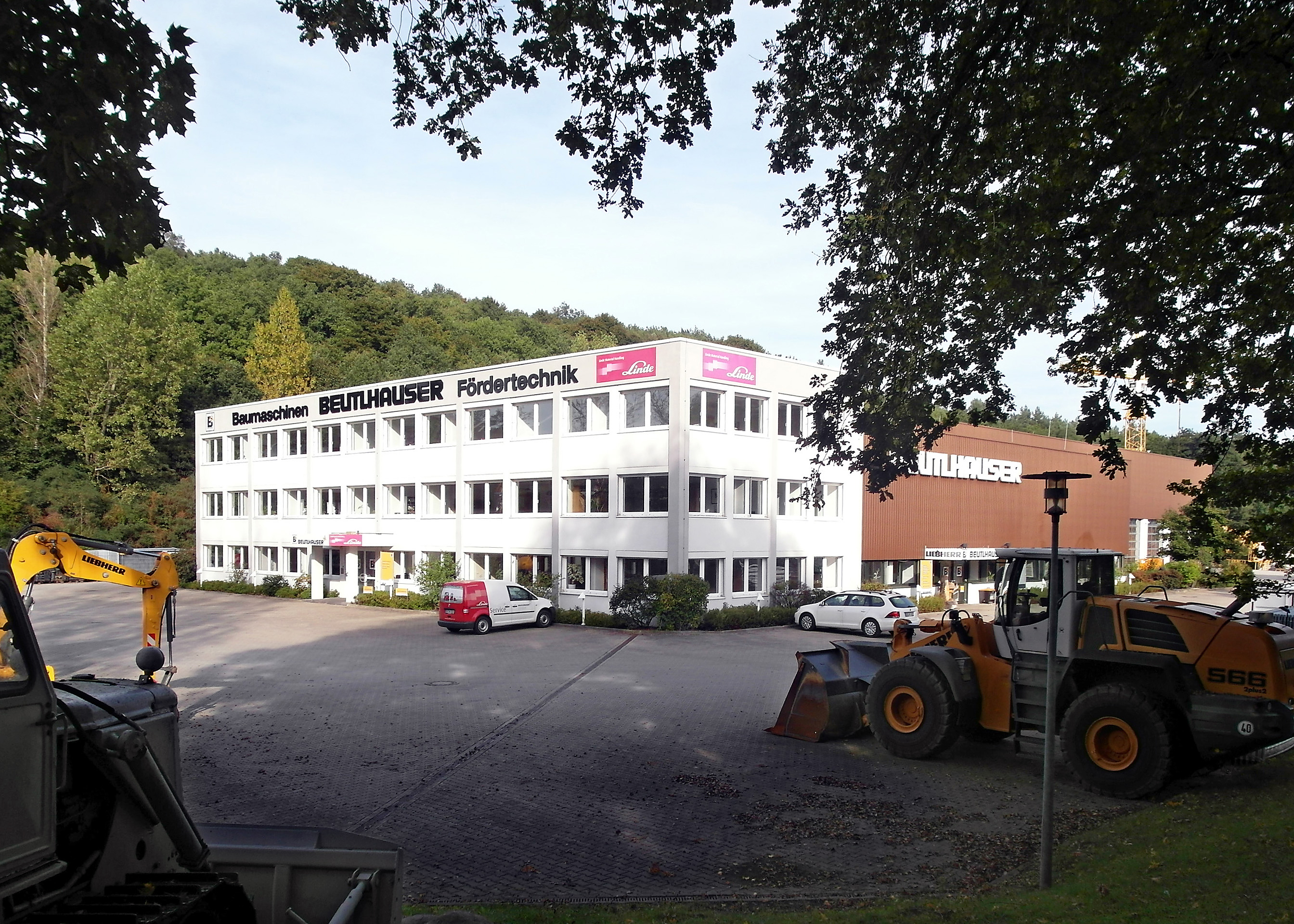
Firmengebäude in Dresden-Heller

Die Beutlhauser Holding GmbH ist ein Handels- und Dienstleistungsunternehmen und mitsamt ihren Tochterfirmen in den Bereichen Baumaschinen und Baugeräte sowie Kommunaltechnik und Flurförderzeuge tätig.

## Geschichte

### Gründung und erste Jahre
Die Firma Beutlhauser hat ihren Ursprung in einem von Martin Beißer im Jahr 1860 gegründeten Ladengeschäft für Porzellanwaren in Pfarrkirchen in Niederbayern. 38 Jahre später übernahm Beißers Schwiegersohn Carl Beutlhauser das laufende Geschäft und firmierte es zum Handel mit Eisen und Eisenwaren um. Um die Jahrhundertwende nahm Carl Beutlhauser die ersten landwirtschaftlichen Maschinen und technischen Hilfsmittel in das Sortiment auf. Als große technische Erneuerung importierte er im Jahr 1908 die ersten von Pferden gezogenen Mähmaschinen aus Chicago.

### Ab dem Ersten Weltkrieg
Bedingt durch die Vergrößerung der Firma und den Anstieg der Mitarbeiterzahl zu Beginn des 20. Jahrhunderts zog die Firma 1913 in ein größeres Firmengebäude am Stadtrand von Pfarrkirchen. Während des Ersten Weltkriegs lagen die Geschäfte komplett still und lediglich Geschäftsführer Carl Beutlhauser blieb in Pfarrkirchen zurück, da er kurz zuvor erkrankt war. Nach seiner Genesung wurde er zum Dienst in einer Fabrik verpflichtet, die zum Kriegsbedarf Staufferbüchsen herstellte.
Als das Kriegsende absehbar war, begann Carl Beutlhauser Firma wieder aufzubauen. Im Jahr 1919 wurde der Firmensitz nach Passau verlegt. Beutlhauser war nun überwiegend im Handel von landwirtschaftlichen Maschinen und Geräten tätig und wurde in der Folgezeit einer der größten Traktoren-Händler der Marken Porsche und Massey Ferguson in Niederbayern und Österreich. Im Jahr 1928 übernahm Karl Burgstaller, Schwiegersohn von Carl Beutlhauser, die Firmenleitung.

### Zeit des Nationalsozialismus
Durch die Weltwirtschaftskrise 1930 und die Folgen der Öffnung der Märkte in der Weimarer Republik war die Lage in der Landwirtschaft angespannt. 1931 war Beutlhauser zahlungsunfähig und konnte nur durch einen Vergleich mit den Gläubigern das Geschäft aufrechterhalten. Auf die Machtergreifung Hitlers 1933 folgte 1934 das Programm „Erzeugungsschlacht“, welches auf Leistungssteigerungen in der Landwirtschaft zielte. Die Maßnahmen des Programms umfassten unter anderem Kredite für Bauern zum Kauf von landwirtschaftlichen Maschinen. Als Firma für Landmaschinen profitierte Beutlhauser davon. 1936 wurde auf dem NSDAP-Reichsparteitag der Vierjahresplan verkündet, welcher die „Wehrhaftmachung“ Deutschlands vorsah und welchem erneut auch die Landwirtschaft unterstellt war. Reichsbeihilfen für die Anschaffung von Landmaschinen waren eine der Maßnahmen des Vierjahresplans.
Trotz der hohen Nachfrage und dem großen Bedarf an Landmaschinen, führten der Kriegsbeginn 1939 und die fortschreitende Umstellung der produzierenden Unternehmen durch die Nationalsozialisten auf Rüstungsbedarf zu einem wachsenden Mangel an neuen Maschinen und Ersatzteilen. Dies machte sich bei der Firma Beutlhauser durch einen Umsatzrückgang bemerkbar. Karl Burgstaller wurde ab 1940 vom Militärdienst zurückgestellt, da der Fortbestand der Firma als dringlich für die Landwirtschaft eingestuft wurde.

### Nach Kriegsende
In der Nachkriegszeit wurden Geschäft und Werkstatt der Firma wieder hergerichtet. Da Karl Burgstallers Arbeitserlaubnis im März 1946 zurückgezogen wurde, ist unbekannt, wer bis 1948 die Geschäfte der Firma Beutlhauser führte. Mit den Maßnahmen des Marshallplans und der Währungsreform 1948 sowie der eingeführten sozialen Marktwirtschaft begann die Wirtschaft zu wachsen. In den 1950er Jahren entstand das Phänomen des Schlepperbooms, das eine starke Nachfrage nach landwirtschaftlichen Maschinen, insbesondere Traktoren in der Nachkriegszeit beschreibt. 1949 sicherte sich Karl Burgstaller den Exklusivvertrieb für Massey Ferguson Traktoren und Massey Harris Mähdreschern im östlichen Niederbayern. 1952 gehörte die Firma Carl Beutlhauser zu den größten Händlern von Traktoren und Mähdreschern von Porsche und Massey Ferguson in Niederbayern und Oberösterreich.
Durch ein Hochwasser im Sommer 1954 in Bayern war auch der Firmensitz in der Nähe der Donau schwer betroffen. Daraufhin verlagerte Beutlhauser den Firmensitz in ein hochwassersicheres Gelände in der Neuburger Straße in Passau.
Im Jahr 1955 stieg Gisbert Burgstaller als zweites Mitglied der vierten Unternehmensgeneration in die Firma ein.

### 1960er Jahre
Anfang der 1960er Jahre neigte sich der Schlepperboom dem Ende zu; die Bauwirtschaft hingegen bekam einen Aufschwung. Daher verkaufte die Firma Carl Beutlhauser ab Ende der 1950er Jahre neben den Landmaschinen auch die ersten Baumaschinen.
Am 17. Oktober 1966 wurde der Vertrag mit Liebherr für Mobil- und Raupenbagger unterzeichnet. Anders als andere Hersteller, gewährte Liebherr seinen Händlern kein Alleinverkaufsrecht, sondern erteilte für die Verkaufsgebiete mehreren Händlern das Mitverkaufsrecht. Das Verkaufsgebiet der Firma Beutlhauser erstreckte sich von Pfarrkirchen bis nach Kötzting und von Wegscheid bis nach Dingolfing. Im Jahr 1967 verließ Herbert Burgstaller das Unternehmen und Gisbert Burgstaller wurde alleiniger Geschäftsführer. 1969 wurde das Beutlhauser-Sortiment um Liebherr-Krane und -Mischanlagen erweitert. Im selben Jahr eröffnete Beutlhauser eine Niederlassung in Deggenau bei Deggendorf.

### 1970er und 1980er Jahre
1971 erhielt die Firma Carl Beutlhauser das Vertriebsrecht von Planier- und Laderaupen des japanischen Herstellers Komatsu. Weitere Kunden wie die Firma Zöls, die Firma Hünnebeck und Zettelmeyer Maschinenfabrik kamen in den 1970er Jahren hinzu. Neben der Baumaschinenabteilung begann im Jahr 1972 außerdem auch die Baugeräteabteilung bei Beutlhauser mit dem Verkauf von Berufskleidung, Verkehrszeichen, Werkzeuge bis hin zu Kleinmaschinen und Kompressoren.
Im Jahr 1977 wurde das Sortiment des Herstellers Liebherr um Lade- und Planierraupen erweitert und auch in das Programm der Firma Beutlhauser aufgenommen. 1978 war das Passauer Unternehmen der beste Abnehmer von Liebherr-Planierraupen. Im Jahr 1978 erzielte Beutlhauser einen Jahresumsatz von 19 Millionen DM,
eine Steigerung von rund 20 Prozent. 1980 erhielt Beutlhauser die Zustimmung, in Regensburg ein Verkaufsbüro für Liebherr-Maschinen zu eröffnen. Am 15. Mai 1982 zog die Firma nach Patriching am Stadtrand von Passau um.
Anfang 1984 gründete Gisbert Burgstaller die Bauträgergesellschaft IMA als hundertprozentige Tochterfirma von Beutlhauser.
1988 stieg mit Thomas Burgstaller die 5. Familiengeneration in das Unternehmen ein.

### 1990er Jahre
Besonders der Nachholbedarf in der Bauwirtschaft ließ Beutlhauser in die neuen Bundesländer expandieren. Liebherr bot der Firma Beutlhauser dort einen exklusiven Händlervertrag für die Produktbereiche Erdbewegung, Turmdrehkrane und Betontechnik an. Verkaufsgebiete waren Teile Sachsens und Brandenburgs sowie rund um die Bezirke Dresden und Cottbus. Am 11. Oktober 1990 wurde die Carl Beutlhauser Baumaschinen GmbH gegründet und im November die neue Niederlassung in Dresden mit 13 Mitarbeitern offiziell eröffnet. Am 22. Juli 1991 erfolgte außerdem die Eröffnung der Zweigniederlassung in Cottbus.
1991 wurde die Lausitzer Braunkohle AG sowie das Unternehmen Teerbau Neukunde der Carl Beutlhauser Baumaschinen GmbH. Ende 1993 wurde Beutlhauser laut Vertrag alleiniger Liebherr-Ansprechpartner für die Teerbau. Dieser Vertrag wurde jedoch zwei Jahre später aufgelöst, da Liebherr einen direkten Vertrag mit dem Straßenbau-Unternehmen abschloss.
In der Zentrale Passau arbeitete Beutlhauser schon seit 1970 mit Fiat im Staplerbereich zusammen. Jedoch bestand der Wunsch, Linde, den damaliger Weltmarktführer im Bereich Flurförderzeuge, in das Sortiment aufzunehmen. Der Vertrag mit der Linde AG wurde am 20. November 1992 abgeschlossen.
1993 kam mit Matthias Burgstaller ein weiteres Mitglied der fünften Unternehmensgeneration ins Unternehmen. Gemeinsam mit seinem älteren Bruder Thomas Burgstaller und seinem Vater, Gisbert Burgstaller, leitete er von nun an das Familienunternehmen.
1995 gründete Beutlhauser zusammen mit der LAUBAG Tochtergesellschaft BUL Brandenburg die B + B Baumaschinen Service GmbH – ein Unternehmen für den Service von Baumaschinen. Zunächst hatte Beutlhauser 49 Prozent der Gesellschaft inne und übernahm die operativen Geschäfte. Nach drei Jahren wurde Beutlhauser zum alleinigen Gesellschafter, indem die Firma die Geschäftsanteile der BUL Brandenburg übernahm. Im November 1997 wurde die Kfz-Werkstatt Jänschwalde in die B + B integriert.
Im Sommer 1998 folgte die Etablierung des dritten Geschäftsbereichs Kommunaltechnik in die Firma Beutlhauser. Am 19. August 1998 übernahm das Passauer Unternehmen die Unimog-Vertriebsreche der in Konkurs gegangenen Unternehmen FWK GmbH Kulmbach und Technikzentrum GmbH Großkochberg. Der Betrieb an den Standorten Kulmbach, Großkochberg, Eisfeld sowie Neustadt/Orla wurde weitergeführt. Man gründete die Carl Beutlhauser Baumaschinen und Nutzfahrzeuge GmbH & Co. KG.
Im Juli 1999 übernahm Beutlhauser den Baugeräte- und Baumaschinenhändlers WaGro in Regensburg.

### 2000er Jahre
Im Jahr 2002 wurde in Rednitzhembach durch Übernahme von Gebäude und Liebherr-Verkaufsgebiet des Baumaschnenhändlers Witmann die fünfte Baumaschinen-Filiale der Unternehmensgruppe Beutlhauser gegründet. 2003 folgte die Übernahme der Firma Wolf Graf von Bassewitz GmbH Co. KG mit Sitz in Hagelstadt. An diesem Standort stieg Beutlhauser in das Linde- und Unimog-Geschäft in Niederbayern sowie in der Oberpfalz ein.
Im Januar 2003 wurde Luise Emmer, die bereits seit 1961 im Unternehmen arbeitete, zur Geschäftsführerin von Beutlhauser berufen. Diese Position hatte sie bis zu ihrem Ruhestand inne. Oliver Sowa übernahm zum 1. Juni 2006 die Serviceverantwortung für Baumaschinen, Stapler und Unimog in der Unternehmensgruppe. Im Jahr 2008 stellten Gisbert Burgstaller, Thomas Burgstaller, Matthias Burgstaller und Oliver Sowa die Geschäftsführung von Beutlhauser.
Im Zuge der Finanzkrise 2007 ging der Umsatz des Unternehmens um fast 20 % auf 153 Millionen Euro. Im Jahr 2010 stieg der Umsatz auf 173 Millionen Euro. Ein Jahr später stieg er auf 235 Millionen Euro.

### Seit 2010
Im Jahr 2013 erweiterte Beutlhauser seine Produktpalette mit dem Abschluss eines Exklusivvertrags mit Case IH und Steyr für die Regionen Thüringen und West-Sachsen. Mit diesem Vertrag nahm Beutlhauser in der genannten Region wieder die Agrartechnik in die Produktpalette auf. Weiterhin wurden die Geschäftsfelder „Dienstleister im Bereich Arbeitssicherheit, Umwelt- und Gesundheitsschutz“ und die neu gegründete Beutlhauser-Akademie als Bildungsträger aufgenommen.
Im Jahr 2014 zog sich Gisbert Burgstaller aus dem operativen Geschäft zurück. Die Geschäftsführung bestand von nun an aus Thomas Burgstaller, Matthias Burgstaller und Oliver Sowa.
Mit der Übernahme des Baumaschinenhändlers Gebr. Frank GmbH mit Sitz in Meckenheim im Jahr 2015 wurde das Vertriebsgebiet für Baumaschinen bis nach Rheinland-Pfalz und Nordrhein-Westfalen ausgedehnt. Mit der Übernahme der Gebr. Frank GmbH zum 20. April 2015, wuchs Beutlhauser um die Standorte Meckenheim, Aachen, Daun/Eifel und Weißenthurm.
2018 übernahm Beutlhauser das Unternehmen Reidl GmbH & Co. KG, ein Fachhändler für Handwerks- und Industriebedarf mit Sitz in Hutthurm nahe Passau. Im September 2018 erstellte das Reidl-Webshop-Team den ersten Beutlhauser Webshop.
2020 erfolgte ein Ausbau der Sparte Vermietung von Raumsystemen mit einem separaten Standort in der Region Nürnberg/Fürth. 2021 eröffnete das Familienunternehmen das zweite Beutlhauser Raumsysteme-Kompetenzcenter in Eitting. Im Jahr 2021 trat mit Korbinian Burgstaller, dem Sohn Thomas Burgstallers, die sechste Generation in das Unternehmen ein.
Im Jahr 2022 übernahm die Beutlhauser-Gruppe den familiengeführten Linde-Flurförderzeuge-Händler L. Dietze & Sohn Fördertechnik GmbH. Die neue Tochtergesellschaft verfügt über Niederlassungen in Schorfheide, Cottbus und Eisenhüttenstadt.

## Unternehmensstruktur
Die Beutlhauser Holding besteht aus neun hundertprozentigen Tochterfirmen an 27 Standorten. Außerdem hält die Holding 60 % der Anteile der Tochterfirma BKM Serwis Spòlka z. o. o., mit Sitz in Boleslawiec in Polen.:
- Carl Beutlhauser Baumaschinen GmbH, Passau
- Carl Beutlhauser Baumaschinen GmbH, Dresden
- Carl Beutlhauser Kommunal- und Fördertechnik GmbH & Co. KG, Hagelstadt
- Carl Beutlhauser Hebe- und Fördertechnik GmbH, Dresden
- Carl Beutlhauser Kommunaltechnik & Co. KG, Kulmbach
- Carl Beutlhauser Baumaschinen GmbH, Meckenheim
- Reidl GmbH & Co. KG, Hutthurm
- Carl Beutlhauser Fördertechnik GmbH, Schorfheide
- OneStop Pro Software Solutions GmbH
- BKM Serwis Spòlka z. o. o., Boleslawiec/Polen (60 %)

## Geschäftstätigkeiten
Die Bausparte der Beutlhauser Holding GmbH richtet sich an gewerbliche Bauunternehmer sowie Handwerks- und Industriegewerbe. Das Produktspektrum umfasst Baumaschinen und Baugeräte für die Bauwirtschaft, den Hoch- und Tiefbau, für die Steinbruch-, Kies- und Kohleindustrie, für den Garten- und Landschaftsbau, die Holzindustrie sowie die Recycling- und Schrottindustrie. Weiterhin versorgt Beutlhauser den Elektrobau, das Bausanierungsgewerbe, die Betonsanierung und das Ausbaugewerbe.
Die Leistungen der Firma Beutlhauser im Bau erstrecken sich vom Verkauf von Neu- und Gebrauchtmaschinen sowie von Baugeräten über die Vermietung bis hin zu Servicedienstleistungen, wie Beratung, Ersatzteilservice, Reparatur, Wartung, Prüfungen, Kundendienst und Schulungen.
Den Bereich Stapler und Lagertechnik bedient die Beutlhauser-Gruppe mit den Firmen Carl Beutlhauser Kommunal- und Fördertechnik GmbH & Co. KG in Ostbayern, Carl Beutlhauser Hebe- und Fördertechnik GmbH in Ostsachsen sowie Carl Beutlhauser Fördertechnik GmbH in Brandenburg.
Im Bereich Flurförderzeuge bietet Beutlhauser neben dem Verkauf und der Vermietung von Intralogistikgeräten und Regalsystemen auch Serviceleistungen wie Reparaturen, Wartungen, Prüfdienste, Ersatzteilservice und Sonderbauten an.
Im Geschäftsbereich Kommunaltechnik ist das Unternehmen mit der Carl Beutlhauser Kommunaltechnik GmbH & Co. KG sowie der Carl Beutlhauser Kommunal- und Fördertechnik GmbH als Anbieter für Kommunalfahrzeuge tätig. Das Produktspektrum umfasst Nutzfahrzeuge mit passenden Anbaugeräten, z. B. für Sommer- und Winterdienst sowie Reinigungsarbeiten.
Das Segment Innovation & Digitalisierung umfasst Aktivitäten der Beutlhauser Holding GmbH im Bereich 2D- und 3D-Maschinensteuerung sowie eine Bausoftware zum Verwalten, Disponieren und Auswerten der Maschinen und Geräte.
Unter Beutlhauser Safe Work sind die Dienstleistungen wie technische Prüfungen von Arbeitsmitteln, Arbeitsschutzunterweisungen, die Ausbildung von Maschinenführern sowie das Gefahrstoffmanagement zusammengefasst.
Mit der Beutlhauser-Akademie werden Weiterbildungsprogramme für Mitarbeiter, Kunden und Partner in den Arbeitsgebieten des Unternehmens angeboten.